# Dominic Heilig
Dominic Heilig (* 14. August 1978 in Ost-Berlin; † 31. Oktober 2017) war ein deutscher Autor und Politiker (Die Linke). Von 2012 bis 2014 und seit 2016 war er Mitglied des Bundesvorstandes seiner Partei und von 2013 bis 2014 Mitglied des Vorstandes der Europäischen Linkspartei. Ab 2014 war er Bundessprecher des Forums Demokratischer Sozialismus.

## Leben
Heilig besuchte die 30. Polytechnische Oberschule „Alexander Abusch“ und das Pestalozzi-Gymnasium Berlin-Hohenschönhausen. Nach dem Abitur leistete er Zivildienst beim Internationalen Malteser Hilfsdienst in Berlin und war dort während des Kosovokrieges u. a. mit der Koordination der Pressearbeit des Hilfsdienstes vor Ort und in Berlin betraut. 1999 nahm er ein Politologiestudium an der Universität Potsdam auf, das er 2004 mit einer Diplomarbeit über die Europäisierung nationaler Parteien zwischen 1994 und 2004 abschloss. Nach einem mehrjährigen Auslandsaufenthalt kehrte er 2006 nach Berlin zurück und arbeitete u. a. für die Linksfraktion im Deutschen Bundestag. Parallel dazu blieb er als Journalist und Autor tätig und veröffentlichte für die Rosa-Luxemburg-Stiftung mehrere Texte. Von 2012 bis 2014 und seit 2016 war er Mitglied des Parteivorstandes und von 2013 bis 2014 Mitglied des Vorstandes der Europäischen Linkspartei. Ab 2014 war er Bundessprecher des Forums Demokratischer Sozialismus. Er galt in seiner Partei als europapolitischer Fachmann und Exponent des realpolitischen Reformflügels.
Heilig starb im Alter von 39 Jahren an den Folgen eines Herzstillstandes.  Er war Vater von drei Kindern.

## Veröffentlichungen in Auswahl
- zusammen mit Petra Pau (Hrsg.): Für eine tolerante Gesellschaft – gegen Rechtsextremismus und Rassismus. Internationale Berliner Konferenz, 12. und 13. Mai 2001, Karl-Dietz-Verlag, Berlin 2001
- Trilog zur europäischen Innenpolitik, Rosa-Luxemburg-Papers, Berlin 2007
- zusammen mit Jan Korte: Kriegsverrat – Vergangenheitspolitik in Deutschland, Dietz-Verlag, Berlin 2011
- zusammen mit Torsten Haselbauer: Vor der Wahl ist nach der Wahl, Reihe: Standpunkte der Rosa-Luxemburg-Stiftung, Juni 2012
- Athen ist nur schwer zu exportieren, Analyse der portugiesischen Linken vor den Wahlen 2015, Rosa-Luxemburg-Stiftung, Februar 2015
- Die Linke in Europa – Sozialistische Parteien in der EU, Rosa-Luxemburg-Stiftung New York, April 2016
- Mapping the European Left, Rosa-Luxemburg-Foundation New York, April 2016